# Archidiocèse de Paderborn
L'archidiocèse de Paderborn (en latin : archidioecesis Paderbornensis ; en allemand : Erzbistum Paderborn) est une église particulière de l'Église catholique en Allemagne. Érigé en 799, le diocèse de Paderborn est un diocèse historique de Westphalie, élevé au rang d'archidiocèse métropolitain en 1930. 

## Histoire

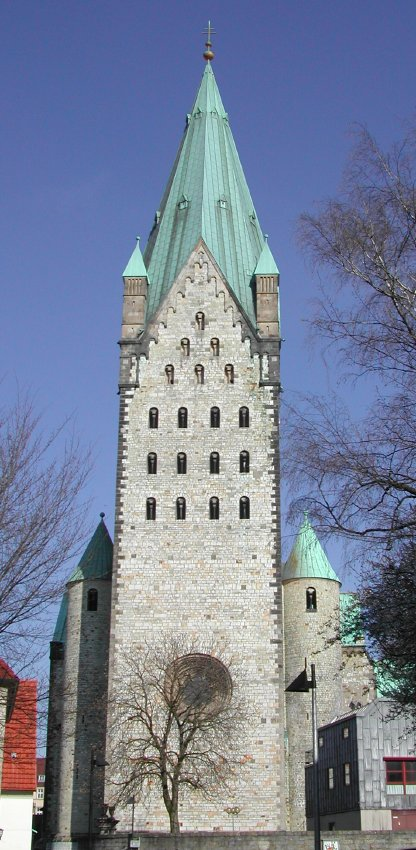
Cathédrale Saint-Liboire de Paderborn.

Le diocèse de Paderborn est érigé en 799 par le pape Léon III. Son premier évêque connu est Hathumar. La principauté ecclésiastique de Paderborn est érigée au XIIIe siècle au sein du Saint-Empire romain germanique.
Par la bulle Super specula du 5 mai 1792, le pape Pie VI érige le diocèse de Corvey.
Par le traité de Lunéville de 1802, puis le recès d'Empire du 25 février 1803, les principautés ecclésiastiques de Paderborn et de Corvey sont sécularisées et cédées, la première Frédéric-Guillaume III de Prusse, la seconde à Guillaume-Frédéric d'Orange-Nassau.
Par la bulle De salute animarum du 16 janvier 1821, le pape Pie VII supprime le diocèse de Corvey.
Par la lettre apostolique Commissum Nobis du 1er mars 1921, le pape Benoît XV supprime la mission du duché d'Anhalt et incorpore son territoire au diocèse de Paderborn.
Par la constitution apostolique Pastoralis officii nostri du 13 août 1930, le pape Pie XI élève le diocèse de Paderborn au rang d'archidiocèse métropolitain avec, comme suggragants, le diocèse de Fulda et celui de Hildesheim.
Par la constitution apostolique Germanicae gentis du 23 février 1957, le pape Pie XII réduit le territoire de l'archidiocèse afin d'ériger le diocèse d'Essen.
Le 23 juillet 1973, le territoire de l'archidiocèse est réduit pour l'érection de l'administration apostolique de Magdebourg (aujourd'hui, le diocèse de Magdebourg)
Par la constitution apostolique Omnium Christifidelium du 27 octobre 1994, le pape Jean-Paul II érige l'archidiocèse de Hambourg. Le diocèse de Hildesheim en devient suffragant.

## Ordinaires

### Évêques (806-1009)
- 806-815 : Hathumar
- 815-862 : Badurad
- 862-887 : Luthard
- 887-900 : Biso
- 900-917 : Diederik I
- 918-935 : Unwan
- 935-959 : Dudo
- 959-983 : Volkmar
- 983-1009 : Retharius

### Prince-évêques (1009-1803)
- 1009-1036 : Meinwerk
- 1036-1051 : Rotho
- 1051-1076 : Imad van Saksen
- 1076-1083 : Poppo
- 1083-1090 : Hendrik I van Assel
- 1081-1127 : Hendrik II van Werle
- 1127-1160 : Bernard I van Oesede
- 1160-1178 : Evergis
- 1178-1188 : Siegfried (van Hallermund?)
- 1188-1204 : Bernard II van Ibbenbüren
- 1204-1223 : Bernard III van Oesede
- 1223-1225 : Thomas Olivier
- 1225-1228 : Wilbrand d'Oldenburg; devient évêque d'Utrecht
- 1228-1247 : Bernard IV de Lippe
- 1247-1277 : Simon I de Lippe
- 1277-1307 : Otto van Rietberg
- 1307-1310 : Günther I van Schwalenberg
- 1310-1321 : Diederik II van Itter
- 1321-1341 : Bernard V de Lippe (prince-évêque) (de)
- 1341-1361 : Baudouin de Steinfurt (de)
- 1361–1380 : Henri de Spiegel zum Desenberg (de)
- 1380–1389 : Simon II de Sternberg (de)
- 1390–1394 : Robert de Berg (de)
- 1394–1399 : Jean Ier de Hoya (de) ou Jean Ier de Hoya
- 1399–1401 : Bertrando d’Arvazzano (de)
- 1401-1414 : Guillaume de Berg-Ravensberg (de)
- 1415-1463 : Thierry II de Moers
- 1463-1498 : Simon III, évêque de Paderborn (de)[7]
- 1498-1508 : Hermann de Hesse[8]
- 1509-1532 : Erich von Brunswick-Grubenhagen[9]
- 1547-1568 : Rembert von Kerssenbrock[10]
- 1568-1574 : Johann von Hoya zu Stolzenau[11]
- 1574-1577 : Salentin von Isenburg[12]
- 1577-1585 : Henri de Saxe-Lauenbourg[13]
- 1585-1618 : Dietrich von Fürstenberg[14]
- 1618-1650 : Ferdinand de Bavière[15]
- 1651-1661 : Dietrich Adolf von der Recke[16]
- 1661-1683 : Ferdinand von Fürstenberg[17]
- 1684-1704 : Hermann Werner von Wolf-Metternich zu Gracht[18]
- 1704-1718 : Franz Arnold von Wolf-Metternich zur Gracht[19]
- 1719-1761 : Clément-Auguste de Bavière[20]
- 1763-1782 : Wilhelm Anton von der Asseburg zu Hinnenburg[21]
- 1782-1789 : Friedrich Wilhelm von Westphalen[22]
- 1789- : Franz Egon von Fürstenberg[23]

### Évêques de Paderborn
- -1825 : Franz Egon von Fürstenberg
- 1826-1841 : Friedrich Klemens von Ledebur[24]
- 1842-1844 : Richard Kornelius Dammers[25]
- 1845-1855 : Johann Franz Drepper[26]
- 1856-1879 : Konrad Martin[27]
- 1882-1891 : Franz Kaspar Drobe[28]
- 1891-1899 : Hubert Theophil Simar[29]
- 1900-1909 : Wilhelm Schneider[30]
- 1910-1920 : Karl Joseph Schulte[31]
- 1920-1930 : Kaspar Klein[32]

### Archevêques métropolitains de Paderborn
- 13 août 1930-26 janvier 1941 : Kaspar Klein
- 10 août 1941-30 juin 1973 : Lorenz Jäger[33]
- 4 avril 1974-25 juillet 2002 : Johannes Joachim Degenhardt[34]
- 3 juillet 2003-1er octobre 2022 : Hans-Josef Becker[35]
- depuis le 9 décembre 2023 : Udo Bentz

## Cardinal
Son ancien évêque auxiliaire de 1976 à 1980, Paul Josef Cordes est aujourd'hui un des cardinaux de la Curie romaine.

## Suffragants
- Diocèse d'Erfurt
- Diocèse de Fulda
- Diocèse de Magdebourg

## Cathédrales
La cathédrale Saint-Liboire de Paderborn, dédiée à saint Liboire du Mans, est l'église cathédrale de l'archidiocèse.
L'abbatiale de Corvey était la cathédrale de l'ancien diocèse de Corvey.
La cathédrale Saint-Gorgon et Saint-Pierre de Minden, dédiée à saint Gorgon et à l'apôtre saint Pierre, était la cathédrale de l'ancien diocèse de Minden.
La basilique Notre-Dame-de-la-Visitation de Werl, dédiée à la Visitation, est, depuis le 16 octobre 1953, une basilique mineure.

## Jumelage
Depuis 836, le diocèse est jumelé à celui du Mans, en France.  